# Alexandre Aja
Pour les articles homonymes, voir Aja, Jouan et Arcady (homonymie).
Alexandre Jouan-Arcady, dit Alexandre Aja, est un réalisateur, producteur de cinéma, scénariste, dialoguiste et acteur français, né le 7 août 1978 à Paris.
Fils du cinéaste Alexandre Arcady et de la critique de cinéma Marie-Jo Jouan, il commence sa carrière en tant que comédien (1982-1992) et réalisateur de seconde équipe (2000-2004) dans les films de son père. Il se fait connaître en 2003 grâce au succès de son second film, Haute Tension, pour lequel il remporte le Grand Prix du film fantastique européen et le Prix du meilleur réalisateur au Festival international du film de Catalogne.
Il collabore très souvent avec Grégory Levasseur, son coscénariste, dialoguiste et directeur artistique, qu'il a rencontré au lycée.

## Biographie

### Jeunesse
Né le 7 août 1978 à Paris, fils du cinéaste Alexandre Arcady et de la critique de cinéma Marie-Jo Jouan, Alexandre Jouan-Arcady rencontre au lycée Montaigne de Paris,, Grégory Levasseur, avec qui il partage des goûts pour le cinéma américain, les films d'horreur et le magazine Mad Movies.

### Carrière

#### Débuts
À l'âge de quatre ans, Alexandre Jouan-Arcady fait sa première apparition dans le film noir de son père Le Grand Pardon (1982), puis, toujours suivant son père sous le pseudonyme d'Alexandre Jouan, il continue à endosser d'autres personnages dans Le Grand Carnaval (1983), L'Union sacrée (1989) et le dernier Le Grand Pardon 2 (1992) où il reprend le rôle d'Alexander Atlan.
En 1997, il écrit avec Grégory Levasseur et réalise son premier court métrage Over the Rainbow, une comédie dramatique-épouvante de dix minutes en noir et blanc. Présenté en compétition officielle au festival de Cannes sous le nom d'Alexandre Aja (les trois initiales de son identité civile), il y est en compétition pour la Palme d'or du court métrage, ainsi que pour le prix du Meilleur premier court métrage au festival du Film international de Molodist.
Entre-temps, il est assistant réalisateur en seconde équipe dans les films de son père Là-bas... mon pays (2000), Entre chiens et loups (2002), pour lequel il coécrit avec son père et Grégory Levasseur, et Mariage mixte (2004).

#### Révélation
« Nous nous connaissons depuis assez longtemps pour nous compléter parfaitement. Les scénarios s'écrivent à deux, puis Alexandre s'occupe de la réalisation et moi je me consacre à la direction artistique du film. »

— Grégory Levasseur.
Avec Grégory Levasseur, Alexandre adapte une nouvelle Graffiti de Julio Cortazar pour son premier long-métrage fantastique Furia (1999) à budget faible de 1 700 000 euros, avant de partir pour le tournage à El Jadida, une petite ville au sud de Casablanca au Maroc, avec Stanislas Merhar, Marion Cotillard, Wadeck Stanczak, sous l'œil de son père, alors producteur du film. Avec 8 403 entrées en France, le résultat est un échec.
En 2004, après le tournage de son père pour Mariage mixte, alors qu'ils sont influencés par des films d'horreur des années 1980 dans leur jeunesse, Alexandre Aja et Grégory Levasseur ont « cette idée classique d'histoire dans la tête : deux filles dans une maison, un tueur, une nuit. (…) Ce serait la meilleure manière de leur rendre hommage » pour en faire un film. Accepté et impressionné par leur travail, Luc Besson avec sa distribution EuropaCorp finance leur film Haute Tension (2003), d'un budget de 2 200 000 euros. Le tournage a eu lieu à Bucarest en Roumanie, avec Cécile de France, Maïwenn, Philippe Nahon. 110 544 entrées en France et, pour une recette mondiale au total, 6 015 095 dollars, un succès dans les festivals en France et à l'étranger au Festival international du film de Catalogne où il rapporte le Prix du Meilleur réalisateur et le Grand Prix du film fantastique européen, surtout au Festival du film indépendant de Sundance en 2004 qui permet de lui faire des premiers pas à Hollywood. « Pour moi, faire un film à Hollywood est un rêve qui se réalise. Avec le genre de films que nous faisons, le fait d’être Français n’a aucune importance. Si vous savez faire peur, vous pouvez le faire dans n’importe quelle langue ! », lâche le metteur en scène.

#### Carrière outre-atlantique
Grâce au succès de son dernier film, les studios d'Hollywood proposent aux deux jeunes hommes de nombreux projets de remake. Dimension leur confie le remake de La colline a des yeux (2006) que Wes Craven avait réalisé en 1977. « Pour être honnête, on m’aurait proposé de faire le remake de Massacre à la tronçonneuse, de Délivrance ou des Chiens de paille, j’aurais refusé, j’aurais dit aux producteurs : Désolé les gars, j’adore ces films mais je peux pas. Pourquoi refaire ces films ? Ça ne sert à rien, ils sont déjà très bien comme ils sont. Par contre, La colline a des yeux, si j’ai accepté de le refaire, c’est d’abord parce que le concept de base est très fort et ensuite parce que le film original me fait vraiment marrer. Et je ne dis pas ça par mépris vis-à-vis du film, je l’aime vraiment parce que c’est plein de maladresses. », s'explique le réalisateur. Une fois sorti le 10 mars 2006 aux États-Unis, le public américain se montre très satisfait avec 40 000 000 dollars de recettes en un mois.
Juste au moment de la sortie de La colline a des yeux, en mars, les producteurs de Twentieth Century Fox leur proposent Mirrors (2008), un autre remake du film sud-coréen Into the Mirror réalisé en 2003 par Kim Sung-ho. Alexandre Aja et Grégory réécrivent le scénario de Jim Uhls et Joe Gangemi, pourtant révisé par Kieran et Michelle Mulroney, avant qu'ils ne commencent le tournage en automne durant huit semaines à Bucarest en Roumanie et deux semaines les extérieurs à New York et Los Angeles en compagnie de Kiefer Sutherland et Paula Patton.
Pour les producteurs de Summit Entertainment, après avoir travaillé tous les trois sur le montage de La colline a des yeux, Alexandre Aja et son acolyte joignent, en juillet 2006 au Canada, Franck Khalfoun pour travailler sur le scénario de 2e sous-sol, dont ils sont également producteurs.
Il s'attaque à un projet d'un budget d'environ 24 000 000 de dollars, un film en tridimensionnel numérique que Dimension leur avait exposé, il y a sept ans, dont le titre est Piranha 3-D (2010). Ce film avait été réalisé en 1978 par Joe Dante, mais « ce n'est pas du tout un remake du film de Joe Dante, même s'ils partagent le même nom », prévient Alexandre Aja. Sorti aux États-Unis le 20 août 2010, il s'est installé à la sixième place du box-office en trois jours, avec 10 millions de dollars de recettes.

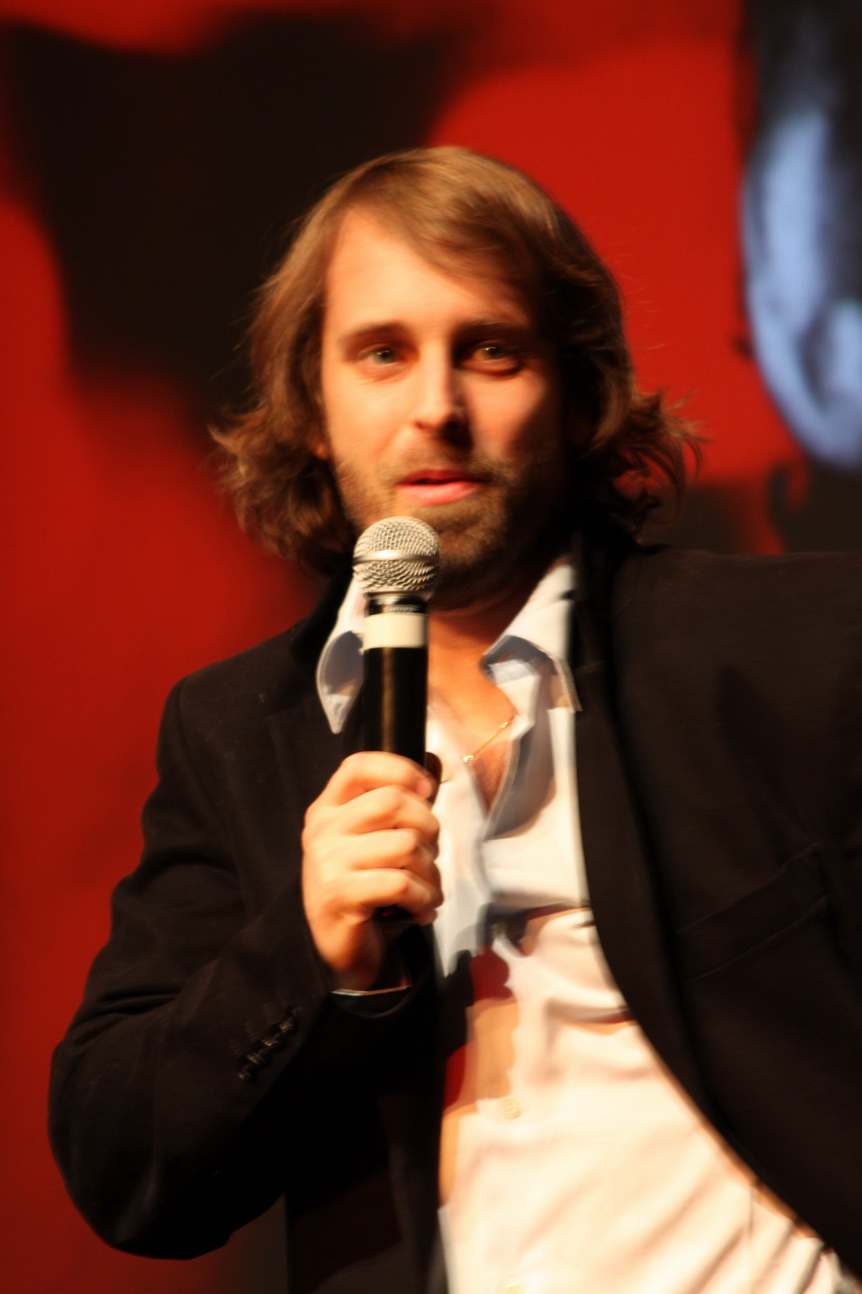
En tant que Jury long métrage au Festival international du film fantastique de Gérardmer en janvier 2011

En 2010, il obtient les droits d'adaptation du manga Cobra, le pirate de l'espace, space-opera de Buichi Terasawa (1978), dont il écrit le script avec Grégory Levasseur avant de se lancer dans la production et la réalisation en trois dimensions pour un budget d'environ 120 000 000 dollars et une sortie prévue en 2013. Fin août 2010, il déclare dans Le Journal du dimanche participer au projet du producteur Thomas Langmann, qui a acquis les droits d'adaptation de la bande dessinée espagnole Blacksad en janvier 2004,.

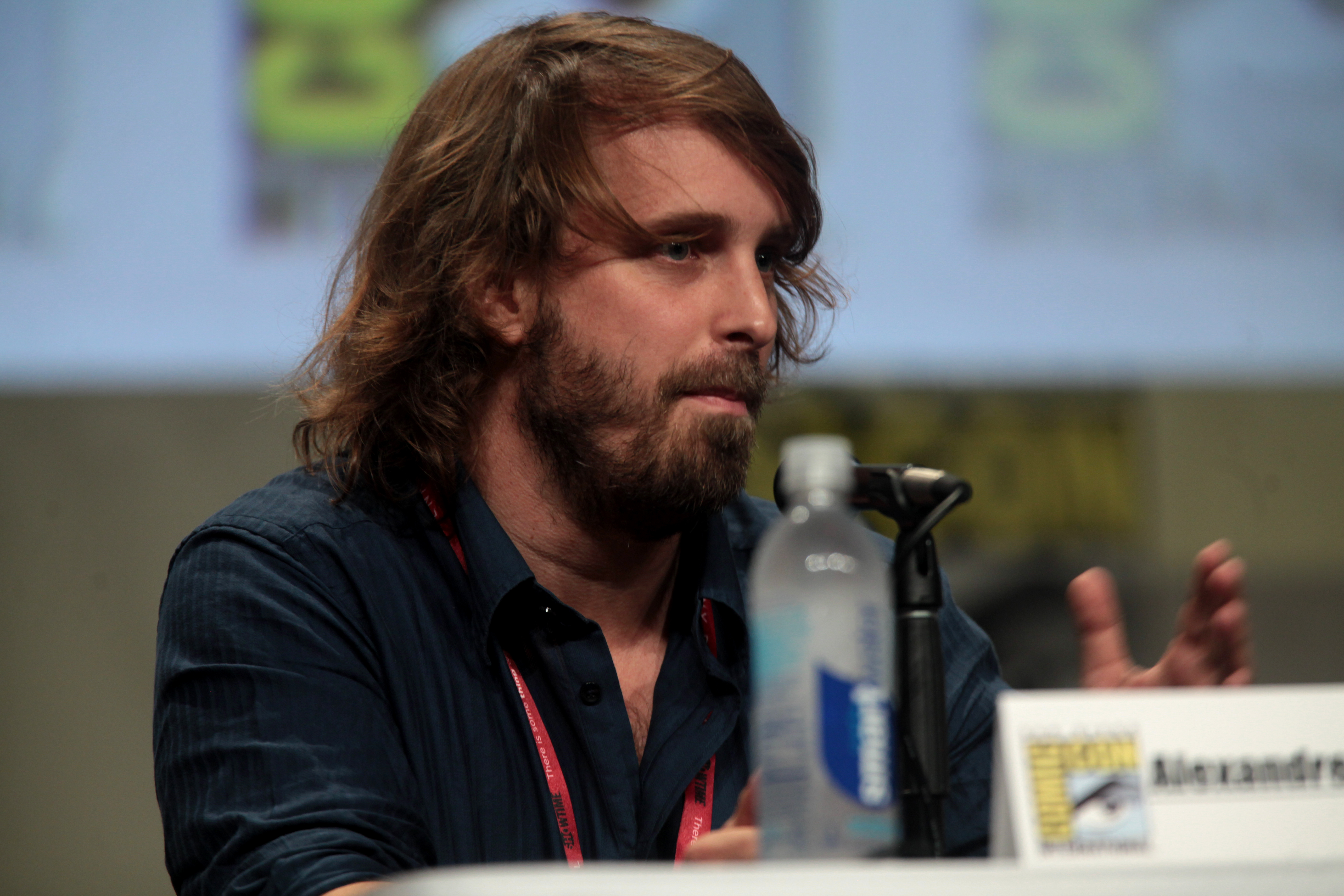
Alexandre Aja au Festival de Comic-con de San Diego en juillet 2014

Le 30 décembre 2011, Le Figaro annonce que le tournage de Maniac réalisé par Franck Khalfoun vient de se terminer à Los Angeles. Ce remake du film du même nom de William Lustig en 1980, dont Alexandre Aja est scénariste et producteur, est sollicité par les productions françaises en passant par la production exécutive Barbes Brothers, filiale américaine de La Petite Reine de Thomas Langmann.
En 2014, Julien Mokrani annonce son premier long-métrage Les Sentinelles basé sur une bande dessinée signée Xavier Dorison et Enrique Breccia sous la production d'Alexandre Aja après avoir géré Rock the Casbah de Laïla Marrakchi (2013) et Pyramide de son ami Grégory Levasseur (2014).
En 2017, le réalisateur collabore avec Oculus et Future Lighthouse pour la réalisation d'une série horrifique en réalité virtuelle : Campfire Creepers. Alexandre Aja réalise les deux premiers épisodes de la série : The Skull of Sam et Midnight March[réf. nécessaire].
En 2019, il présente son film Crawl sur le scénario de Michael et Shawn Rasmussen, produit par Sam Raimi. Il revient en France pour tourner Oxygène, diffusé sur Netflix en 2021.
Il retourne à une production américaine avec le thriller horrifique Never Let Go, prévu pour 2024.

### Vie personnelle
Alexandre Aja est marié à la cinéaste marocaine Laïla Marrakchi, née en 1975.

## Filmographie

### En tant que réalisateur

#### Longs métrages
- 1999 : Furia
- 2000 : Là-bas... mon pays d’Alexandre Arcady (en seconde équipe)
- 2002 : Entre chiens et loups d’Alexandre Arcady (en seconde équipe)
- 2003 : Haute Tension
- 2004 : Mariage mixte d’Alexandre Arcady (en seconde équipe)
- 2006 : La colline a des yeux (The Hills Have Eyes)
- 2008 : Mirrors
- 2009 : Piranha 3D
- 2014 : Horns
- 2016 : La Neuvième Vie de Louis Drax (The 9th Life of Louis Drax)
- 2019 : Crawl
- 2021 : Oxygène
- 2024 : Mother Land (Never Let Go)[26]

#### Courts métrages
- 1997 : Over the Rainbow (avec Grégory Levasseur)
- 2009 : The Esseker File
- 2017 : Campfire Creepers: The Skull of Sam

### En tant que scénariste

#### Longs métrages
- 1999 : Furia de lui-même (avec Grégory Levasseur)
- 2003 : Haute Tension de lui-même (avec Grégory Levasseur)[26]
- 2006 : La colline a des yeux (The Hills Have Eyes) de lui-même (avec Grégory Levasseur)
- 2007 : 2e sous-sol de Franck Khalfoun (avec Franck Khalfoun et Grégory Levasseur)
- 2008 : Mirrors de lui-même (avec Grégory Levasseur)
- 2009 : Piranha 3D de lui-même (avec Grégory Levasseur)
- 2012 : Maniac de Franck Khalfoun (avec Grégory Levasseur)

#### Courts métrages
- 1997 : Over the Rainbow de lui-même (avec Grégory Levasseur)
- 2009 : The Esseker File de lui-même (avec Grégory Levasseur)
- 2017 : Campfire Creepers: The Skull of Sam de lui-même (avec Martin Wichmann Andersen et Casey Cooper Johnson)

### En tant que producteur

#### Longs métrages
- 2007 : 2e sous-sol de Franck Khalfoun
- 2009 : Piranha 3D de lui-même
- 2012 : Maniac de Franck Khalfoun
- 2013 : Rock the Casbah de Laïla Marrakchi
- 2014 : Horns de lui-même
- 2014 : Pyramide (The Pyramid) de Grégory Levasseur
- 2016 : The Door (The Other Side of the Door) de Johannes Roberts
- 2016 : La Neuvième Vie de Louis Drax (The 9th Life of Louis Drax) de lui-même
- 2019 : Crawl de lui-même
- 2021 : Oxygène de lui-même
- 2024 : Never Let Go de lui-même

#### Courts métrages
- 2009 : The Esseker File de lui-même
- 2017 : Campfire Creepers: The Skull of Sam de lui-même

#### Série télévisée
- 2017 : Urban Nightmares mini-série

### En tant qu’acteur

#### Longs métrages
- 1982 : Le Grand Pardon d’Alexandre Arcady
- 1983 : Le Grand Carnaval d’Alexandre Arcady
- 1989 : L'Union sacrée d’Alexandre Arcady
- 1992 : Le Grand Pardon 2 d’Alexandre Arcady

## Distinctions

### Récompenses
Haute Tension
- Festival international du film de Catalogne 2003.
  - Meilleur réalisateur
  - Grand Prix du film fantastique européen

### Nominations
Over the Rainbow
- Festival de Cannes 1997 : Palme d'or du court métrage
- Festival du Film international de Molodist 1997 : Meilleur premier court métrage

Furia
- Fantasporto 2001 : Palmarès du meilleur film

Haute Tension
- Festival international du film de Catalogne 2003 : Meilleur film
- Festival du Film fantastique d'Amsterdam 2004 : Grand Prix du film fantastique européen
- Golden Trailer Awards 2005 : Meilleur film étranger

La colline a des yeux
- Empire Awards 2007  : Meilleur film d'horreur

### Radio
- « Alexandre Aja, un cinéaste en tout genre », La Méthode scientifique, France Culture, 28 janvier 2022.